# يوسكي كوزاكي
يوسكي كوزاكي (コザキユースケ كوزاكي يوسكي) هو رسام ياباني ولد في 12 مايو 1978.

## أعماله

### سلسلات مانغا
- كايرو وا توري تسوزوكيتا
- ميكاكونين هيغو شوجو كاورو
- نايزو-كون
- سبايرال
- ملفات كيوكو كاراسوما (تأليف: أوجي هيروي)
- تشيك ديسمانتلر
- طوكيو كاراسو
- نو مور هيروز 2: ديسبريت ستراغل إيروتيك كوميك
- دونياتسو

### تصاميم شخصيات
- سبيد غرافر
- أوسو! تاتاكاي! أويندان!
- نو مور هيروز
- هاف مينيت هيرو
- نو مور هيروز 2: ديسبريت ستراغل
- منظمة الباكوماتسو إيروهانيهوهيتو
- أيس كمبات: أسولت هورايزن
- فاير إمبلم أويكينينغ
- فاير إمبلم فيتس
- تيكن 7 (لاكي كلوي)
- بوبوكي بورانكي
- بوكيمون غو (بروفسور ويلو و قادة الفرق)
- ثلاثية أفلام غودزيلا
- هيومان لوست: لم يعد بشرا

## وصلات خارجية
- يوسكي كوزاكي على موقع IMDb (الإنجليزية)
- يوسكي كوزاكي على موقع قاعدة بيانات الفيلم (الإنجليزية)
- يوسكي كوزاكي على موقع ANN person (الإنجليزية)